# Imagina Media Audiovisual
Imagina Media Audiovisual es un holding empresarial español del sector de producción audiovisual nacido en 2006 con la integración de las productoras Grupo Globomedia y Mediapro. La empresa fue accionista de Atresmedia a través de Mediapro entre 2012 y 2019.

## Historia corporativa
Imagina nació en verano de 2006 con un anuncio oficial de integración de los dos socios fundadores, que poseerían el 80% de la compañía, mientras que la multinacional de publicidad británica WPP ostentaría el 20% restante. Así Imagina se convertía desde su nacimiento en el primer grupo audiovisual español independiente en la creación y producción de contenidos audiovisuales tanto para cine como para televisión, y uno de los primeros de Europa.
Imagina se convirtió en 2006 también en socio fundador y accionista de La Sexta, que actualmente forma parte de Atresmedia.
En mayo de 2007 el empresario Juan Abelló desembarcó en el accionariado de Imagina comprando un 20% a los socios fundadores, que seguían manteniendo la mayoría de capital con un 60%. Esta operación se realizó a través de Torreal, el grupo inversor del empresario español.
En 2015 vendieron sus participaciones en el grupo los socios fundadores de Globomedia.
En febrero de 2018 se cierra un acuerdo definitivo por el que Orient Hontai Capital se incorpora a Imagina Media Audiovisual como accionista mayoritario. El primer grupo de capital privado de China adquiere las participaciones de Torreal (Juan Abelló) (22,5%), Televisa (Emilio Azcárraga) (19%) y Mediavideo (Gerard Romy) (12%), lo que suma en total el 53,5%. Esta transacción sitúa el valor corporativo de Imagina en 1.900 millones de euros. Los demás accionistas, el Grupo WPP (22,5%) y dos de los socios fundadores del Grupo, Tatxo Benet (12%) y Jaume Roures (12%), mantienen su participación en Imagina. Se mantiene el acuerdo existente entre los accionistas, por el que la dirección del Grupo no experimenta ningún cambio y sigue en manos de Jaume Roures y Tatxo Benet.
En diciembre de 2021, Orient Hontai Capital recapitalizó el grupo con una inyección de 620 millones de euros, aumentando su participación en Mediapro hasta el 85%, disminuyendo la de WPP al 7% y las de Jaume Roures y Tatxo Benet, con un 4% cada uno.

## Producción audiovisual
El grupo Imagina hasta su integración plena en Mediapro en 2015, estaba integrado por las empresas pertenecientes a Grupo Globomedia y Mediapro:
- Globomedia: productora (entre otros) de Águila Roja, B&b, de boca en boca, El barco, El internado, Cuenta atrás, Los Serrano, Los hombres de Paco, Aída, 7 vidas, Un paso adelante, Compañeros, Médico de familia, El intermedio, El objetivo, Zapeando, Los viernes al show, El club de la comedia, Los mayores gamberros, 59 segundos, El informal, Caiga quien caiga, Sé lo que hicisteis...,  El gran juego de la oca, etc.

- Promofilm: productora latinoamericana de programas como Justicia para todos, Generación Pop y documentales como El Che Guevara.

- Mediapro: posee producciones tanto de cine (como Mapa de los sonidos de Tokio, Amor en defensa propia, Princesas, Torapia, Slam, etc.) como de televisión (España directo, Callejeros o Vidas anónimas).

- Televisa: conglomerado mexicano de medios de comunicación y productora de material visual, musical, teatral y de Internet a través de sus distintas filiales. Hasta el mes de octubre de 2011, Televisa formó parte del accionariado de La Sexta.

- Mercuri: empresa especializada en producciones destinadas a televisión que posee documentales (Explorando el universo, Franco's Dirty Work, etc.) y miniseries (Made in Barcelona, Convivir con el riesgo, etc.).

- Ovideo TV: productora de películas tanto en formato cine (53 días de invierno, Lo mejor que le puede pasar a un cruasán, etc.) como en formato TV movie (Trenhotel, Cosas que pasan, etc.). También produce documentales (como el de Buñuel) y algunos programas de Tricicle (Dinamita y Trilita).

- Media 3.14: productora para televisión especializada en documentales (Esto no es el Rally Dakar, Alas sobre la Antártida, Dimensión Dalí, etc.) y otros programas (Pelopicopata, El meu avi, Animalia, Campeonísimos, etc.).

## Distribución audiovisual
El grupo audiovisual español Imagina tenía una plataforma de distribución internacional llamado Imagina International Sales (IIS). Esta compañía, con más de 130 formatos y casi 3.000 horas de programación, comercializaba latas, formatos, música y productos derivados de las producciones de Imagina (esto es, Grupo Globomedia y Mediapro) y de otras empresas ajenas al grupo pero afiliadas a la plataforma de distribución. El catálogo incluía series de televisión, programas, documentales, TV movies, miniseries, largometrajes, teatro y animación.
Además de las productoras asociadas bien a Grupo Globomedia o bien a Mediapro, Imagina International Sales distribuye también las creaciones de una serie de empresas asociadas, como:
- Bailando en la Luna: Producciones audiovisuales.
- DG Producciones: vídeos animados de Mafalda.
- Eddie Saeta: productora cinematográfica independiente con títulos como Cosas que nunca te dije, Las manos vacías, La silla, etc.
- Filmanova: este grupo gallego tiene producciones de cine (El año de la garrapata, Mar adentro, Camarón, etc.), televisión (Diario de un skin, Fragments, etc.) y documentales (Cuatro puntos cardinales, Compostela, etc.).
- Iskra: productora, entre otras, de la serie animada para adultos Erotips.
- Oberon Cinematográfica: posee producciones cinematográficas como Cargo, Madeinusa, Las vidas de Celia, etc., y producciones de películas para televisión como Ecos, Juego de mentiras o Cabello de ángel.
- Rodar y Rodar: productora de cine; entre otros, posee el título El habitante incierto o El orfanato.
- Zip Films: productora de TV movies como El cruce, El partido, El concursazo o Electroshock.

La creación de Imagina International Sales en 2007 coincidía con un momento de creciente demanda de productos audiovisuales españoles en el extranjero, con especial importancia en los mercados europeos. Así, las producciones que integraban su cartera de producto estaban presentes en más de 80 países, incluyendo Europa, Latinoamérica, Estados Unidos y Canadá.
Imagina International Sales, además, tenía presencia en los principales mercados internacionales del sector audiovisual, como Festival de Cannes, MIPTV, MIPCOM, MIPDoc, NATPE, Discop East, Discop Africa, Asia TV Forum, Sunny Side of the Doc, Mercadoc, TV Market Málaga, Festival de Málaga, Festival Internacional de Cine de San Sebastián, European Film Market (Berlín), Festival Internacional de Cine de Toronto, Madrid Screenings, Spain TV Expo, etc.

## Accionistas
Actualmente, Imagina Media Audiovisual contiene con el siguiente accionariado:
- 85%: Orient Hontai Capital.
- 7%: WPP.
- 4%: Jaume Roures.
- 4%: Tatxo Benet.

## Delitos de conspiración de fraude electrónico
El 14 de diciembre de 2015, la sede social y otras dependencias de la empresa Imagina fueron registradas por agentes especiales del FBI y de la UDEF de la Comisaría General de Policía Judicial, en el marco de una investigación por soborno y blanqueo de capitales que dirige la fiscalía estadounidense contra la antigua cúpula de la FIFA, sospechosa de corrupción, y las personas y empresas que habrían colaborado con ella para obtener provecho específico del negocio de retransmisión del Mundial de Brasil.
En julio de 2018, Imagina US, la filial estadounidense del grupo, fue declarada culpable en los tribunales norteamericanos por la participación de dos de sus ejecutivos en un esquema de sobornos, enmarcados en la investigación del Fifa Gate, para hacerse con los derechos de partidos clasificatorios a los mundiales de 2018 y 2022, y condenada a pagar una multa de 19,7 millones de euros.